# Данбері (Айова)
Данбері (англ. Danbury) — місто (англ. city) в США, в окрузі Вудбері штату Айова. Населення — 320 осіб (2020).

## Географія
Данбері розташоване за координатами 42°14′11″ пн. ш. 95°43′18″ зх. д. / 42.23639° пн. ш. 95.72167° зх. д. (42.236432, -95.721591).  За даними Бюро перепису населення США в 2010 році місто мало площу 1,05 км², уся площа — суходіл.

## Демографія
Згідно з переписом 2010 року, у місті мешкало 348 осіб у 159 домогосподарствах у складі 96 родин. Густота населення становила 332 особи/км².  Було 185 помешкань (176/км²).
Расовий склад населення:
| - 97,7 % — білих - 1,7 % — корінних американців - 0,3 % — азіатів |

До двох чи більше рас належало 0,3 %. Частка іспаномовних становила 0,0 % від усіх жителів.
За віковим діапазоном населення розподілялося таким чином: 23,3 % — особи молодші 18 років, 53,4 % — особи у віці 18—64 років, 23,3 % — особи у віці 65 років та старші. Медіана віку мешканця становила 44,3 року. На 100 осіб жіночої статі у місті припадало 89,1 чоловіків;  на 100 жінок у віці від 18 років та старших — 89,4 чоловіків також старших 18 років.
Середній дохід на одне домашнє господарство  становив 60 155 доларів США (медіана — 43 906), а середній дохід на одну сім'ю — 75 092 долари (медіана — 51 250). Медіана доходів становила 38 750 доларів для чоловіків та 24 625 доларів для жінок. За межею бідності перебувало 8,1 % осіб, у тому числі 6,8 % дітей у віці до 18 років та 13,6 % осіб у віці 65 років та старших.
Цивільне працевлаштоване населення становило 182 особи. Основні галузі зайнятості: роздрібна торгівля — 22,5 %, освіта, охорона здоров'я та соціальна допомога — 19,8 %, виробництво — 12,1 %, транспорт — 7,1 %.